# Pterolophia bonthaini
Pterolophia bonthaini là một loài bọ cánh cứng trong họ Cerambycidae.